# Drimiopsis barteri
Drimiopsis barteri är en sparrisväxtart som beskrevs av John Gilbert Baker. Drimiopsis barteri ingår i släktet Drimiopsis och familjen sparrisväxter. Inga underarter finns listade i Catalogue of Life.